# 根岸台 (横浜市)
根岸台（ねぎしだい）は、神奈川県横浜市中区の町名。「丁目」の設定のない単独町名である。住居表示未実施。

## 地理
中区西部の丘陵に位置し、面積が0.231km²のほぼ楕円形の町域をもつ。東は山元町・仲尾台・滝之上、西は滝之上・根岸旭台に接する。

## 歴史
古くは久良岐郡根岸村の一部で、1933年（昭和8年）4月1日に横浜市中区根岸町の一部から新設された。旧字名は仲丸であったが、前年に神奈川区に中丸の町名が設けられていたため、根岸の台地上にあることから町名を根岸台とした。根岸森林公園および根岸競馬記念公苑は1866年に建設された横浜競馬場の跡地で、第二次世界大戦後にアメリカ合衆国に接収されたが、1969年に接収が解除され、1977年に根岸森林公園、根岸競馬記念公苑と馬の博物館が開設された。

## 学区
市立小・中学校に通う場合、学区は以下の通りとなる（2024年11月時点）。
| 番・番地等 | 小学校 | 中学校 | 全域 | 横浜市立山元小学校 | 横浜市立平楽中学校 |

## 施設
町の大部分を根岸森林公園と根岸競馬記念公苑が占め、居住人口はごくわずかである。根岸森林公園の西側から南側にかけては根岸住宅地区で、南端には米軍消防署がある。

## 交通
根岸森林公園の東～南に沿うように横浜駅根岸道路が通り、滝之上、旭台、根岸台のバス停が設けられている。根岸台バス停には折り返し設備があり、横浜駅から伊勢佐木長者町駅前を経由し根岸台を終点とする横浜市営バス103系統が運行されている。滝之上、旭台はこれに加え、桜木町駅から元町・麦田町を経由し市電保存館に至る横浜市営バス21系統も利用可能である。南側の丘のふもとの根岸駅方面へは、不動坂（横浜駅根岸道路）のほか、歩行者専用の東坂が通じている。

## 事業所
2021年現在の経済センサス調査による事業所数と従業員数は以下の通りである。
| 町丁   | 事業所数 | 従業員数 |
| ------ | -------- | -------- |
| 根岸台 | 1事業所  | 36人     |

### 事業者数の変遷
経済センサスによる事業所数の推移。
| 年                 | 事業者数 |
| ------------------ | -------- |
| 2016年（平成28年） | 1        |
| 2021年（令和3年）  | 1        |

### 従業員数の変遷
経済センサスによる従業員数の推移。
| 年                 | 従業員数 |
| ------------------ | -------- |
| 2016年（平成28年） | 28       |
| 2021年（令和3年）  | 36       |

## その他

### 日本郵便
- 郵便番号：231-0853[2]（集配局：横浜港郵便局[11]）

### 警察
町内の警察の管轄区域は以下の通りである。
| 番・番地等 | 警察署     | 交番・駐在所 |
| ---------- | ---------- | ------------ |
| 全域       | 山手警察署 | 根岸交番     |